# Danh sách chi của họ Thiến thảo
Danh sách đầy đủ các chi thực vật thuộc họ Thiến thảo (Rubiaceae). Nếu tên cho được dùng chung duy nhất cho một chi thì nó sẽ được viết thành chữ đậm nghiêng, phía sau sẽ là tên của nhà khoa học mô tả đặt tên. Nếu tên là đồng nghĩa thì nó sẽ được viết thành chữ nghiêng đằng sau dấu (=) sẽ là tên được chấp nhận đồng nghĩa với nó. Chi tiết, cập nhật thêm thông tin có thể được xem thêm tại Danh sách thống kê các loài thực vật họ Rubiaceae trên thế giới. 

## A
- Abbottia F.Muell. = Timonius Rumph. ex DC.
- Abramsia Gillespie = Airosperma K.Schum. & Lauterb.
- Acmostima Raf. = Pavetta L.
- Acranthera Arn. ex Meisn.
- Acrobotrys K.Schum. & K.Krause
- Acrodryon Spreng. = Cephalanthus L.
- Acrosynanthus Urb.
- Acunaeanthus Borhidi, Komlodi & Moncada
- Adenorandia Vermoesen
- Adenosacme Wall. ex G.Gon = Mycetia Reinw.
- Adenothola Lem. = Manettia Mutis ex L.
- Adina Salisb.
- Adinauclea Ridsdale
- Aeginetia Cav. = Bouvardia Salisb.
- Afrocanthium (Bridson) Lantz & B.Bremer
- Afrohamelia Wernham = Atractogyne Pierre
- Afroknoxia Verdc. = Knoxia L.
- Agathisanthemum Klotzsch
- Agouticarpa C.H.Press.
- Agylophora Neck. ex Raf. = Uncaria Schreb.
- Aidia Lour.
- Aidiopsis Tirveng.
- Airosperma K.Schum. & Lauterb.
- Aitchisonia Hemsl. ex Aitch. = Plocama Aiton
- Alberta E.Mey.
- Aleisanthia Ridl.
- Aleisanthiopsis Tange
- Alibertia A.Rich ex DC.
- Allaeophania Thwaites = Metabolos Blume
- Alleizettea Dubard & Dop = Danais Comm. ex Vent.
- Alleizettella Pit.
- Allenanthus Standl. = Machaonia Humb. & Bonpl.
- Alseis Schott
- Amaioua Aubl.
- Amaracarpus Blume
- Amaralia Welw. ex Hook.f. = Sherbournia G.Don
- Ambraria Cruse = Nenax Gaertn.
- Ambraria Heist. ex Fabr. = Anthospermum L.
- Amphiasma Bremek.
- Amphidasya Standl.
- Amphistemon Groeninckx
- Antacanthus Rich. ex DC. = Scolosanthus Vahl
- Ancylanthos Desf. = Vangueria Juss.
- Andersonia Willd. ex Schult. = Gaertnera Lam.
- Androtropis R.Br. ex Wall. = Acranthera Arn. ex Meisn.
- Angusta J.Ellis = Gardenia J.Ellis
- Anisomeris C.Presl = Chomelia Jacq.
- Anistelma Raf. = Hedyotis L.
- Anomanthodia Hook.f. = Aidia Lour.
- Anotis DC. = Arcytophyllum Willd. ex Schult. & Schult.f.
- Antacanthus Rich. ex DC. = Scolosanthus Vahl
- Antherostele Bremek.
- Antherura Lour. = Psychotria L.
- Anthocephalus A.Rich. = Breonia A.Rich ex DC.
- Anthorrhiza C.R.Huxley & Jebb
- Anthospermopsis (K.Schum.) J.H.Kirkbr.
- Anthospermum L.
- Antirhea Comm. ex A.Juss.
- Antirhoea DC. = Antirhea Comm. ex A.Juss.
- Antirrhoea Comm. ex A.Juss. = Antirhea Comm. ex A.Juss.
- Antoniana Tussac = Faramea Aubl.
- Aoranthe Somers
- Aparinanthus Fourr. = Galium L.
- Aparine Guett. = Galium L.
- Aparinella Fourr. = Galium L.
- Aphaenandra Miq.
- Aphanocarpus Steyerm.
- Apomuria Bremek.
- Appunettia R.D.Good = Morinda L.
- Appunia Hook.f.
- Arachnimorpha Desv. ex Ham. = Rondeletia L.
- Arachnothryx Planch.
- Arariba Mart. = Simira Aubl.
- Arbulocarpus Tennant = Spermacoce L.
- Arcytophyllum Willd. ex Schult. & Schult.f.
- Argocoffea (Pierre ex De Wild.) Lebrun = Argocoffeopsis Lebrun
- Argocoffeopsis Lebrun
- Argostemma Wall.
- Argostemmella Ridl. = Argostemma Wall.
- Ariadne Urb. = Mazaea Krug & Urb.
- Asemanthia Ridl. = Mussaenda L.
- Asemnantha Hook.f. = Chiococca P.Browne
- Aspera Moench = Galium L.
- Asperugalium E.Fourn. = Galiasperula Ronniger
- Asperula L.
- Aspidanthera Benth. = Ferdinandusa Pohl
- Assidora A.Chev. = Schumanniophyton Harms
- Asterophyllum Schimp. & Spenn. = Asperula L.
- Astiella Jovet
- Atractocarpus Schltr. & K.Krause
- Atractogyne Pierre
- Aucubaephyllum Ahlb. = Psychotria L.
- Aucubiphyllum Ahlb. = Psychotria L.
- Augusta Pohl
- Augustea DC. = Augusta Pohl
- Aulacocalyx Hook.f.
- Aulacodiscus Hook.f. = Urophyllum Jack ex Wall.
- Axanthes Blume = Urophyllum Jack ex Wall.
- Axanthopsis Korth. = Urophyllum Jack ex Wall.
- Axolus Raf. = Cephalanthus L.

## B
- Baconia DC. = Pavetta L.
- Badusa A.Gray
- Baldingera Dennst. = Psychotria L.
- Balfourina Kuntze = Didymaea Hook.f.
- Balmea Martinez
- Bamboga Baill. = Mitragyna Korth.
- Bancalus  Rumph. ex Kuntze = Nauclea L.
- Bartlingia Rchb. = Plocama Aiton
- Basanacantha Hook.f. = Randia L.
- Bataprine Nieuwl. = Galium L.
- Bathysa C.Presl
- Bathysograya Kuntze = Badusa A.Gray
- Batopedina Verdc.
- Baumannia K.Schum. = Knoxia L.
- Becheria Ridl. = Ixora L.
- Belicea Lundell = Morinda L.
- Belilla Adans. = Mussaenda L.
- Bellardia Schreb. = Coccocypselum P.Browne
- Bellermannia Klotzsch ex H.Karst. = Gonzalagunia Ruiz & Pav.
- Bellizinca Borhidi
- Bellynkxia Müll.Arg. = Morinda L.
- Belonophora Hook.f.
- Bemsetia Raf. = Ixora L.
- Benkara Adans.
- Benteca Adans. = Hymenodictyon Wall.
- Benzonia Schumach.
- Berghesia Nees
- Bergkias Sonn. = Gardenia J.Ellis
- Berliera Buch.-Ham. ex Wall. = Myrioneuron R.Br. ex Hook.
- Bertiera Aubl.
- Bigelovia Spreng. = Spermacoce L.
- Bigelowia DC. = Spermacoce L.
- Bikkia Reinw. ex Blume
- Bikkiopsis Brongn. & Gris = Bikkia Reinw. ex Blume
- Billardiera Vahl = Coussarea Aubl.
- Billiotia DC. = Melanopsidium Colla
- Blandibractea Wernham = Simira Aubl.
- Blepharidium Standl.
- Blepharostemma Ridl. = Asperula L.
- Bobaea A.Rich. = Bobea Gaudich.
- Bobea Gaudich.
- Boholia Merr.
- Bonatia Schltr. & K.Krause = Tarenna Gaertn.
- Bonifacia Silva Manso ex Steud. = Augusta Pohl
- Borojoa Cuatrec. = Alibertia A.Rich ex DC.
- Borreria G.Mey. = Spermacoce L.
- Bothriospora Hook.f.
- Botryarrhena Ducke
- Bouvardia Salisb.
- Brachytome Hook.f.
- Bradea Standl.
- Bremeria Razafim. & Alejandro
- Brenania Keay
- Breonadia Ridsdale
- Breonia A.Rich ex DC.
- Brignolia DC. = Isertia Schreb.
- Bruinsmania Miq. = Isertia Schreb.
- Bruxanelia Dennst.
- Bubalina Raf. = Burchellia R.Br.
- Buchia Kunth = Perama Aubl.
- Buchozia L'Hér. ex Juss. = Serissa Comm. ex A.Juss.
- Buena Cav. = Gonzalagunia Ruiz & Pav.
- Buena Pohl = Cosmibuena Ruiz & Pav.
- Bullockia (Hiern) Razafim., Lantz & B.Bremer
- Bunburya Meisn. ex Hochst. = Tricalysia A.Rich ex DC.
- Bungarimba K.M.Wong
- Bunophila Willd. ex Roem. & Schult. = Machaonia Humb. & Bonpl.
- Bupleuroides Moench = Phyllis L.
- Burchellia R.Br.
- Burneya Cham. & Schltdl. = Timonius Rumph. ex DC.
- Burttdavya Hoyle
- Buseria T.Durand = Coffea L.
- Buttneria P.Browne = Casasia A.Rich
- Byrsophyllum Hook.f.

## C
- Cadamba Sonn. = Guettarda L.
- Cafe Adans. = Coffea L.
- Calanda K.Schum. = Pentanisia Harv.
- Calderonia Standl. = Simira Aubl.
- Callicocca Schreb. = Psychotria L.
- Callipeltis Steven
- Calochone Keay
- Calycodendron A.C.Sm. = Psychotria L.
- Calycophyllum DC.
- Calycosia A.Gray
- Calycosiphonia Pierre ex Robbr.
- Campanocalyx Valeton = Keenania Hook.f.
- Camptophytum Pierre ex A.Chev. = Tarenna Gaertn.
- Camptopus Hook.f. = Psychotria L.
- Campylobotrys Lem. = Hoffmannia Sw.
- Canephora Juss.
- Canthiopsis Seem. = Tarenna Gaertn.
- Canthium Lam.
- Canthopsis Miq. = Catunaregam Wolf
- Capirona Spruce
- Caprosma G.Don = Coprosma J.R.Forst. & G.Forst.
- Captaincookia N.Hallé = Ixora L.
- Caquepiria J.F.Gmel. = Gardenia J.Ellis
- Carapichea Aubl.
- Carinta W.Wight = Geophila D.Don
- Carmenocania Wernham = Pogonopus Klotzsch
- Carpacoce Sond.
- Carphalea Juss.
- Carterella Terrell
- Caruelina Kuntze = Chomelia Jacq.
- Caryococca Willd. ex Roem. & Schult. = Gonzalagunia Ruiz & Pav.
- Casasia A.Rich
- Cascarilla (Endl.) Wedd. = Ladenbergia Klotzsch
- Cassupa Humb. & Bonpl. = Isertia Schreb.
- Catesbaea L.
- Catunaregam Wolf
- Cephaelis Sw. = Psychotria L.
- Cephalanthus L.
- Cephalidium A.Rich. = Breonia A.Rich ex DC.
- Cephalina Thonn. = Sarcocephalus Afzel. ex R.Br.
- Cephalodendron Steyerm. = Remijia DC.
- Ceratites Sol. ex Miers = Rudgea Salisb.
- Ceratopyxis Hook.f.
- Ceriscoides (Hook.f.) Tirveng.
- Ceriscus Gaertn. = Catunaregam Wolf
- Ceuthocarpus Aiello
- Chaenocarpus Neck. ex A.Juss. = Spermacoce L.
- Chaetostachydium Airy Shaw
- Chaetostachys Valeton = Chaetostachydium Airy Shaw
- Chalazocarpus Hiern = Schumanniophyton Harms
- Chalepophyllum Hook.f.
- Chamaedaphne Mitch. = Mitchella L.
- Chamaepentas Bremek.
- Chamisme Nieuwl. = Houstonia L.
- Chapelieria A.Rich ex DC.
- Charpentiera Vieill. = Ixora L.
- Chassalia Comm. ex Poir.
- Chazaliella E.M.A.Petit & Verdc.
- Chenocarpus Neck. = Spermacoce L.
- Chesnea Scop = Psychotria L.
- Chicoinaea Comm. ex DC. = Psathura Comm. ex A.Juss.
- Chimarrhis Jacq.
- Chiococca P.Browne
- Chione DC.
- Chlorochorion Puff & Robbr. = Pentanisia Harv.
- Chlorostemma Ridl. = Galium L.
- Chomelia Jacq.
- Chomelia L. = Tarenna Gaertn.
- Chondrococcus Steyerm. = Coccochondra Rauschert
- Choristes Benth. = Deppea Schltdl. & Cham.
- Choulettia Pomel = Plocama Aiton
- Chrozorrhiza Ehrh. = Asperula L.
- Chrysoxylon Wedd. = Pogonopus Klotzsch
- Chytropsia Bremek. = Margaritopsis Sauvalle
- Cigarrilla Aiello = Nernstia Urb.
- Ciliosemina Antonelli
- Cinchona L.
- Cinchonopsis L.Andersson
- Cladoceras Bremek.
- Clarkella Hook.f.
- Clavenna Neck. ex Standl. = Lucya DC.
- Cleisocratera Korth. = Saprosma Blume
- Clusiophyllea Baill. = Canthium Lam.
- Coccochondra Rauschert
- Coccocypselum P.Browne
- Cococipsilum J.St.-Hill. = Coccocypselum P.Browne
- Codaria Kuntze = Lerchea L.
- Coddingtonia S.Bowdich = Psychotria L.
- Coddia Verdc.
- Codonocalyx Miers ex Lindl. = Psychotria L.
- Coelopyrena Valeton
- Coelospermum Blume
- Cofeanthus A.Chev. = Coffea L.
- Coffea L.
- Coleactina N.Hallé
- Colladonia Spreng. = Palicourea Aubl.
- Colleteria David W.Taylor
- Colletoecema E.M.A.Petit
- Commianthus Benth. = Retiniphyllum Humb. & Bonpl.
- Commitheca Bremek. = Pauridiantha Hook.f.
- Condalia Ruiz & Pav. = Coccocypselum P.Browne
- Condaminea DC.
- Congdonia Jebs. = Declieuxia Kunth
- Conosiphon Poepp. = Sphinctanthus Benth.
- Conostomium (Stapf) Cufod.
- Conotrichia A.Rich = Manettia Mutis ex L.
- Coprosma J.R.Forst. & G.Forst.
- Coptophyllum Korth.
- Coptosapelta Korth.
- Coptosperma Hook.f.
- Cordia DC. = Guettarda L.
- Cordiera A.Rich. ex DC.
- Cordylostigma Groeninckx & Dessein
- Cormigonus Raf. = Bikkia Reinw. ex Blume
- Corynanthe Welw.
- Corynula Hook.f. = Leptostigma Arn.
- Coryphothamnus Steyerm.
- Cosmibuena Ruiz & Pav.
- Cosmocalyx Standl.
- Coupoui Aubl. = Duroia L.f.
- Coursiana Homolle = Payera Baill.
- Coussarea Aubl.
- Coutaportla Urb.
- Coutarea Aubl.
- Covolia Nick. = Spermacoce L.
- Cowiea Wernham
- Craterispermum Benth.
- Creaghia Scort. = Mussaendopsis Baill.
- Creatantha Standl. = Isertia Schreb.
- Cremaspora Benth.
- Cremocarpon Boivin ex Baill.
- Crinita Houtt. = Pavetta L.
- Crobylanthe Bremek.
- Crocyllis E.Mey. ex Hook.f. = Plocama Aiton
- Crossopteryx Fenzl
- Crucianella L.
- Cruciata Mill.
- Cruckshanksia Hook. & Arn.
- Crusea A.Rich. = Chione DC.
- Crusea Schltdl. & Cham.
- Cryptospermum Young = Opercularia Gaertn.
- Csapodya Borhidi
- Cuatrecasasiodendron Steyerm. = Arachnothryx Planch.
- Cubanola Aiello
- Cucullaria Kuntze = Callipeltis Steven
- Cuncea Buch.-Ham. ex D.Don = Knoxia L.
- Cunina Clos = Nertera Banks ex Sol.
- Cunninghamia Schreb. = Malanea Aubl.
- Cupi Adans. = Tarenna Gaertn.
- Cupia (Schult.) DC. = Aidia Lour.
- Cupirana Miers = Duroia L.f.
- Cupuia Raf. = Duroia L.f.
- Cutaria Brign. = Coutarea Aubl.
- Cuviera DC.
- Cyanoneuron Tange
- Cyclophyllum Hook.f.
- Cymelonema C.Presl = Urophyllum Jack ex Wall.
- Cynanchica Fourr. = Asperula L.
- Cynocrambe Gagnebin = Theligonum L.
- Cyrtanthus Schreb. = Posoqueria Aubl.

## D
- Damnacanthus C.F.Gaertn.
- Danais Comm. ex Vent.
- Darluca Raf. = Faramea Aubl.
- Dasus Lour. = Lasianthus Jack
- Dasycephala (DC.) Hook.f. = Spermacoce L.
- Daun-Contu Adans. = Paederia L.
- Decameria Welw. = Gardenia J.Ellis
- Decapenta Raf. = Diodia L.
- Deccania Tirveng.
- Declieuxia Kunth
- Delpechia Montrouz. = Psychotria L.
- Democritea DC. = Serissa Comm. ex A.Juss.
- Dendrosipanea Ducke
- Denscantia E.L.Cabral
- Dentella J.R.Forst. & G.Forst.
- Dentillaria Kuntze = Knoxia L.
- Deppea Schltdl. & Cham.
- Diacrodon Sprague
- Dialypetalanthus Kuhlm.
- Dibrachionostylus Bremek.
- Dichilanthe Thwaites
- Dichrospermum Bremek. = Spermacoce L.
- Dicrobotryum Willd. ex Schult. = Guettarda L.
- Dictyandra Welw. ex Hook.f.
- Didymaea Hook.f.
- Didymochlamys Hook.f.
- Didymoecium Bremek. = Rennellia Korth.
- Didymopogon Bremek.
- Didymosalpinx Keay
- Dillenia Heist. ex Fabr. = Sherardia L.
- Dimetia Meisn. = Oldenlandia L.
- Dinocanthium Bremek. = Pyrostria Comm. ex A.Juss.
- Diodella Small
- Diodia L.
- Diodioides Loefl. = Spermacoce L.
- Dioecrescis Tirveng.
- Dioicodendron Steyerm.
- Dioneidon Raf. = Diodia L.
- Diotocarpus Hochst. = Pentanisia Harv.
- Diotocranus Bremek. = Mitrasacmopsis Jovet
- Diphragmus C.Presl = Tessiera Miq.
- Diplocrater Hook.f. = Tricalysia A.Rich ex DC.
- Diplophragma (Wight & Arn.) Meisn. = Hedyotis L.
- Diplospora DC.
- Diplosporopsis Wernham = Belonophora Hook.f.
- Dirichletia Klotzsch
- Discocoffea A.Chev. = Tricalysia A.Rich ex DC.
- Discospermum Dalzell
- Disodea Pers. = Paederia L.
- Disperma J.F.Gmel. = Mitchella L.
- Diyaminauclea Ridsdale
- Dolianthus C.H.Wright
- Dolichanthera Schltr. & K.Krause = Morierina Vieill.
- Dolichodelphys K.Schum. & K.Krause
- Dolicholobium A.Gray
- Dolichometra K.Schum.
- Dolichopentas Kårehed & B.Bremer
- Dondisia DC. = Canthium Lam.
- Donkelaaria Lem. = Guettarda L.
- Donnellyanthus Borhidi
- Doricera Verdc. = Ixora L.
- Dorisia Gillespie = Mastixiodendron Melch.
- Dorothea Wernham = Aulacocalyx Hook.f.
- Douarrea Montrouz. = Psychotria L.
- Dressleriopsis Dwyer = Lasianthus Jack
- Duggena Vahl ex Standl. = Gonzalagunia Ruiz & Pav.
- Duhamelia Pers. = Hamelia Jacq.
- Duidania Standl.
- Dukea Dwyer = Raritebe Wernham
- Dunalia Spreng. = Lucya DC.
- Dunnia Tutcher
- Duperrea Pierre ex Pit.
- Duroia L.f.
- Durringtonia R.J.F.Hend. & Guymer
- Duvaucellia Bowdich = Kohautia Cham. & Schltdl.
- Dychotria Raf. = Psychotria L.
- Dyctiospora Reinw. ex Korth. = Oldenlandia L.
- Dysoda Lour. = Serissa Comm. ex A.Juss.
- Dysodidendron Gardner = Saprosma Blume
- Dysosmia M.Roem. = Saprosma Blume

## E
- Ebelia Rchb. = Diodia L.
- Echinodendrum A.Rich. = Scolosanthus Vahl
- Ecpoma K.Schum. = Sabicea Aubl.
- Edechia Loefl. = Guettarda L.
- Edithea Standl.
- Edrastenia Raf. = Oldenlandia L.
- Edrastigma (L.) Raf. = Oldenlandia L.
- Edrastima Raf. = Oldenlandia L.
- Edrastima Raf. = Oldenlandia L.
- Ehrenbergia Spreng. = Amaioua Aubl.
- Ehretia Roem. & Schult. = Randia L.
- Einsteinia Ducke = Kutchubaea Fisch. ex DC.
- Eionitis Bremek. = Oldenlandia L.
- Eizia Standl.
- Elaeagia Wedd.
- Elattospermum Soler. = Breonia A.Rich ex DC.
- Eleuthranthes F.Muell. ex Benth.
- Emmenopterys Oliv.
- Emmeorhiza Pohl ex Endl.
- Empogona Hook.f.
- Encopea C.Presl = Faramea Aubl.
- Endlichera C.Presl = Emmeorhiza Pohl ex Endl.
- Endolasia Turcz. = Manettia Mutis ex L.
- Endopogon Raf. = Diodella Small
- Enkylista Benth. & Hook.f. = Calycophyllum DC.
- Enterospermum Hiern = Coptosperma Hook.f.
- Eosanthe Urb.
- Epidendroides Sol. = Myrmecodia Jack
- Epitaberna K.Schum. = Heinsia DC.
- Epithinia Jack = Scyphiphora C.F.Gaertn.
- Eranthemum Spreng. = Scolosanthus Vahl
- Ereicoctis (DC.) Kuntze = Arcytophyllum Willd. ex Schult. & Schult.f.
- Eresimus Raf. = Cephalanthus L.
- Eriosemopsis Robyns
- Eriostoma Boivin ex Baill. = Tricalysia A.Rich ex DC.
- Erithalis P.Browne
- Ernestimeyera Kuntze = Alberta E.Mey.
- Ernodea Sw.
- Erythrodanum Thouars = Nertera Banks ex Sol.
- Eteriscius Desv.
- Euclinia Salisb.
- Eukylista Benth. = Calycophyllum DC.
- Eumachia DC. = Psychotria L.
- Eumorphanthus A.C.Sm. = Psychotria L.
- Euosmia Humb. & Bonpl. = Hoffmannia Sw.
- Eupyrena Wight & Arn. = Timonius Rumph. ex DC.
- Eurhotia Neck. = Psychotria L.
- Eurynome DC. = Coprosma J.R.Forst. & G.Forst.
- Evea Aubl. = Faramea Aubl.
- Everistia (F.Muell.) S.T.Reynolds & R.J.F.Hend.
- Evosmia Kunth = Hoffmannia Sw.
- Exallage Bremek. = Oldenlandia L.
- Exandra Standl. = Simira Aubl.
- Exechostylus K.Schum. = Pavetta L.
- Exosolenia Baill. ex Drake = Lemyrea (A.Chev.) A.Chev. & Beille
- Exostema (Pers.) Rich. ex Humb. & Bonpl.
- Eyselia Neck. = Galium L.

## F
- Fadogia Schweinf.
- Fadogiella Robyns
- Fagerlindia Tirveng. = Benkara Adans.
- Faramea Aubl.
- Ferdinandea Pohl = Ferdinandusa Pohl
- Ferdinandusa Pohl
- Fereiria Vell. ex Vand. = Hillia Jacq.
- Feretia Delile
- Fergusonia Hook.f.
- Fernelia Comm. ex Lam.
- Figuierea Montrouz. = Coelospermum Blume
- Flagenium Baill.
- Flemingia Hunter ex Ridl. = Tarenna Gaertn.
- Fleroya Y.F.Deng
- Flexanthera Rusby
- Fosbergia Tirveng. & Sastre
- Foscarenia Vell. ex Vand. = Randia L.
- Franchetia Baill. = Breonia A.Rich ex DC.
- Franciella Guillaumin = Atractocarpus Schltr. & K.Krause
- Froelichia Vahl = Coussarea Aubl.
- Fructesca DC. ex Meisn. = Gaertnera Lam.
- Fuchsia Sw. = Schradera Vahl
- Furcatella Baum.-Bod. = Psychotria L.

## G
- Gaertnera Lam.
- Gaillonia A.Rich. ex DC. = Plocama Aiton
- Galianthe Griseb.
- Galiasperula Ronniger
- Galiniera Delile
- Galion St.-Lag. = Galium L.
- Galiopsis St.-Lag. = Asperula L.
- Galium L.
- Gallienia Dubard & Dop
- Gallion Pohl = Galium L.
- Gallium Mill. = Galium L.
- Galopina Thunb.
- Galvania Vand. = Psychotria L.
- Gamotopea Bremek. = Psychotria L.
- Ganguelia Robbr.
- Garapatica H.Karst. = Alibertia A.Rich ex DC.
- Gardenia J.Ellis
- Gardeniola Cham. = Alibertia A.Rich ex DC.
- Gardeniopsis Miq.
- Genipa L.
- Genipella Rich. ex DC. = Alibertia A.Rich ex DC.
- Gentingia J.T.Johanss. & K.M.Wong
- Geocardia Standl. = Geophila D.Don
- Geoherpum Willd. ex Schult. = Mitchella L.
- Geophila D.Don
- Gerontogea Cham. & Schltdl. = Oldenlandia L.
- Gillespiea A.C.Sm.
- Gleasonia Standl.
- Glionnetia Tirveng.
- Globulostylis Wernham = Cuviera DC.
- Gloneria André = Rudgea Salisb.
- Glossostipula Lorence
- Gomozia Mutis ex L.f. = Nertera Banks ex Sol.
- Gomphocalyx Baker
- Gomphosia Wedd. = Ferdinandusa Pohl
- Gonianthes Rich. = Cubanola Aiello
- Gonotheca Blume ex DC. = Oldenlandia L.
- Gonyanera Korth. = Acranthera Arn. ex Meisn.
- Gonzalagunia Ruiz & Pav.
- Gonzalea Pers. = Gonzalagunia Ruiz & Pav.
- Gouldia A.Gray = Kadua Cham. & Schltdl.
- Greenea Wight & Arn.
- Greeniopsis Merr.
- Griffithia Wight & Arn. = Benkara Adans.
- Grisia Brongn. = Thiolliera Montrouz.
- Gruhlmannia Neck. = Spermacoce L.
- Grumilea Gaertn. = Psychotria L.
- Guagnebina Vell. = Manettia Mutis ex L.
- Guettarda L.
- Guettardella Champ. ex Benth. = Antirhea Comm. ex A.Juss.
- Guihaiothamnus H.S.Lo
- Guttenbergia Zoll. & Moritzi = Morinda L.
- Gynochthodes Blume
- Gynopachis Blume = Aidia Lour.
- Gyrostipula J.-F.Leroy

## H
- Habroneuron Standl.
- Haldina Ridsdale
- Halesia P.Browne = Guettarda L.
- Hallea J.-F.Leroy = Fleroya Y.F.Deng
- Hamelia Jacq.
- Hamiltonia Roxb. = Spermadictyon Roxb.
- Hayataella Masam. = Ophiorrhiza L.
- Hedstromia A.C.Sm.
- Hedyotis L.
- Hedythyrsus Bremek.
- Heinsenia K.Schum.
- Heinsia DC.
- Hekistocarpa Hook.f.
- Helospora Jacq. = Timonius Rumph. ex DC.
- Hemidiodia K.Schum. = Spermacoce L.
- Henlea H.Karst. = Rustia Klotzsch
- Henriquezia Spruce ex Benth.
- Herrera Adans. = Erithalis P.Browne
- Heterophyllaea Hook.f.
- Hexactina Willd. ex Schult. & Schult.f. = Amaioua Aubl.
- Hexasepalum Bartl. ex DC. = Diodia L.
- Hexepta Raf. = Coffea L.
- Hexodontocarpus Dulac = Sherardia L.
- Heymia Dennst. = Dentella J.R.Forst. & G.Forst.
- Higginsia Blume = Hypobathrum Blume
- Higginsia Pers. = Hoffmannia Sw.
- Hillia Jacq.
- Himalrandia T.Yamaz.
- Hindsia Benth. ex Lindl.
- Hintonia Bullock
- Hippotis Ruiz & Pav.
- Hitoa Nadeaud = Ixora L.
- Hodgkinsonia F.Muell.
- Hoffmannia Sw.
- Holocarpa Baker = Pentanisia Harv.
- Holostyla Endl. = Coelospermum Blume
- Holostylis Rchb. = Coelospermum Blume
- Holstianthus Steyerm.
- Holtonia Standl. = Simira Aubl.
- Homaloclados Hook.f. = Faramea Aubl.
- Homollea Arènes
- Homolliella Arènes
- Hondbesseion Kuntze = Paederia L.
- Hondbessen Adans. = Paederia L.
- Houstonia L.
- Howardia Klotzsch = Pogonopus Klotzsch
- Hutchinsonia Robyns
- Hydnophytum Jack
- Hydrophylax L.f.
- Hylacium P.Beauv. = Psychotria L.
- Hymendocarpum Pierre ex Pit. = Nostolachma T.Durand
- Hymenocnemis Hook.f. = Gaertnera Lam.
- Hymenocoleus Robbr.
- Hymenodictyon Wall.
- Hymenopogon Wall. = Neohymenopogon Bennet
- Hyperacanthus E.Mey. ex Bridson
- Hypobathrum Blume
- Hypodematium A.Rich. = Spermacoce L.
- Hyptianthera Wight & Arn.

## I
- Ibetralia Bremek.. = Kutchubaea Fisch. ex DC.
- Imantina Hook.f. = Morinda L.
- Indopolysolenia Bennet = Leptomischus Drake
- Ipecacuanha Arruda = Psychotria L.
- Isertia Schreb.
- Isidorea A.Rich ex DC.
- Ixora L.

## J
- Jackia Wall. = Jackiopsis Ridsdale
- Jackiopsis Ridsdale
- Jainia N.P.Balakr. = Coptophyllum Korth.
- Janotia J.-F.Leroy
- Jaubertia Guill. = Plocama Aiton
- Javorkaea Borhidi & Jarai-Koml. = Arachnothryx Planch.
- Joosia H.Karst.
- Jovetia Guédès
- Jurgensia Raf. = Spermacoce L.
- Justenia Hiern = Bertiera Aubl.

## K
- Kadua Cham. & Schltdl.
- Kailarsenia Tirveng.
- Kajewskiella Merr. & L.M.Perry
- Karamyschewia Fisch. & C.A.Mey. = Oldenlandia L.
- Katoutheka Adans. = Wendlandia Bartl. ex DC.
- Keenania Hook.f.
- Keetia E.Phillips
- Kelloggia Torr. ex Benth. & Hook.f.
- Kerianthera J.H.Kirkbr.
- Kerstingia K.Schum. = Belonophora Hook.f.
- Khasiaclunea Ridsdale
- Kinkina Adans. = Cinchona L.
- Klossia Ridl.
- Knoxia L.
- Kochummenia K.M.Wong
- Koehneago Kuntze = Hoffmannia Sw.
- Kohautia Cham. & Schltdl.
- Kotchubaea Regel ex Benth. & Hook.f. = Kutchubaea Fisch. ex DC.
- Kraussia Harv.
- Kurria Hochst. & Steud. = Hymenodictyon Wall.
- Kutchubaea Fisch. ex DC.
- Kyrtanthus J.F.Gmel. = Posoqueria Aubl.

## L
- Lachnastoma Korth. = Nostolachma T.Durand
- Lachnosiphonium Hochst. = Catunaregam Wolf
- Ladenbergia Klotzsch
- Lagotis E.Mey. = Carpacoce Sond.
- Lagynias E.Mey. ex Robyns = Vangueria Juss.
- Lamprothamnus Hiern
- Landia Comm. ex DC. = Bremeria Razafim. & Alejandro
- Landiopsis Capuron ex Bosser
- Larsenaikia Tirveng.
- Lasianthus Jack
- Lasionema D.Don = Macrocnemum P.Browne
- Lasiostoma Benth. = Hydnophytum Jack
- Lathraeocarpa Bremek.
- Laugeria L. = Guettarda L.
- Laugeria Vahl ex Hook.f. = Stenostomum C.F.Gaertn.
- Laugieria Jacq. = Guettarda L.
- Lawia Wight = Mycetia Reinw.
- Laxmannia S.G.Gmel. ex Trin. = Phuopsis (Griseb.) Hook.f.
- Lecananthus Jack
- Lecanosperma Rusby = Heterophyllaea Hook.f.
- Lecariocalyx Bremek.
- Lecontea A.Rich. ex DC. = Paederia L.
- Leiochilus Hook.f. = Coffea L.
- Lelya Bremek.
- Lemyrea (A.Chev.) A.Chev. & Beille
- Lepidostoma Bremek.
- Lepipogon G.Bertol. = Catunaregam Wolf
- Leptactina Hook.f.
- Leptodermis Wall.
- Leptomischus Drake
- Leptopetalum Hook. & Arn.
- Leptoscela Hook.f.
- Leptostigma Arn.
- Leptunis Steven = Asperula L.
- Lerchea L.
- Leroya Cavaco = Pyrostria Comm. ex A.Juss.
- Leucocodon Gardner
- Leucolophus Bremek.
- Lightfootia Schreb. = Rondeletia L.
- Limnosipanea Hook.f.
- Lindenia Benth. = Augusta Pohl
- Lipostoma D.Don = Coccocypselum P.Browne
- Lippaya Endl. = Dentella J.R.Forst. & G.Forst.
- Listeria Neck. = Oldenlandia L.
- Litosanthes Blume = Lasianthus Jack
- Lonicera Adans. = Hamelia Jacq.
- Lorencea Borhidi
- Loretoa Standl. = Capirona Spruce
- Lucinaea DC. = Schradera Vahl
- Luculia Sweet
- Lucya DC.
- Ludekia Ridsdale
- Lycioserissa Roem. & Schult. = Canthium Lam.
- Lygistum P.Browne = Manettia Mutis ex L.
- Lygodisodea Ruiz & Pav. = Paederia L.

## M
- Macbrideina Standl.
- Machaonia Humb. & Bonpl.
- Macrandria (Wight & Arn.) Meisn. = Hedyotis L.
- Macrocalyx Miers ex Lindl. = Psychotria L.
- Macrocnemum P.Browne
- Macrocneumum Vand. = Remijia DC.
- Macrosiphon Miq. = Hindsia Benth. ex Lindl.
- Macrosphyra Hook.f.
- Maguireocharis Steyerm.
- Maguireothamnus Steyerm.
- Malanea Aubl.
- Mallostoma H.Karst. = Arcytophyllum Willd. ex Schult. & Schult.f.
- Mamboga Blanco = Mitragyna Korth.
- Manettia Mutis ex L.
- Manostachya Bremek.
- Mantalania Capuron ex J.-F.Leroy
- Mapouria Aubl. = Psychotria L.
- Mappia Hablitz ex Ledeb. = Crucianella L.
- Margaris Griseb. = Margaritopsis Sauvalle
- Margaritopsis Sauvalle
- Marquisia A.Rich. ex DC. = Coprosma J.R.Forst. & G.Forst.
- Martensianthus Borhidi & Lozada-Pérez
- Martha F.J.Müll. = Posoqueria Aubl.
- Maschalanthe Blume = Urophyllum Jack ex Wall.
- Maschalocorymbus Bremek.
- Maschalodesme K.Schum. & Lauterb.
- Massularia (K.Schum.) Hoyle
- Mastixiodendron Melch.
- Matthiola L. = Guettarda L.
- Mattuschkaea Schreb. = Perama Aubl.
- Mattuschkea Batsch = Perama Aubl.
- Mazaea Krug & Urb.
- Megacarpha Hochst. = Oxyanthus DC.
- Megalopus K.Schum. = Psychotria L.
- Megaphyllum Spruce ex Baill. = Pentagonia Benth.
- Meionandra Gauba = Valantia L.
- Melachone Gilli = Amaracarpus Blume
- Melanopsidium Colla
- Menestoria DC. = Mussaenda L.
- Mephitidia Reinw. ex Blume = Lasianthus Jack
- Mericarpaea Boiss.
- Mericocalyx Bamps = Otiophora Zucc.
- Merismostigma S.Moore = Coelospermum Blume
- Merumea Steyerm.
- Mesoptera Hook.f. = Psydrax Gaertn.
- Metabolos Blume
- Metabolus A.Rich. = Metabolos Blume
- Metadina Bakh.f.
- Mexotis Terrell & H.Rob.
- Meyna Roxb. ex Link
- Micrasepalum Urb.
- Microphysa Schrenk
- Microsplenium Hook.f. = Machaonia Humb. & Bonpl.
- Mitchella L.
- Mitracarpus Zucc. ex Schult. & Schult.f.
- Mitragyna Korth.
- Mitrasacmopsis Jovet
- Mitrastigma Harv. = Psydrax Gaertn.
- Mitratheca K.Schum. = Oldenlandia L.
- Mitreola Boehm. = Ophiorrhiza L.
- Mitriostigma Hochst.
- Molopanthera Turcz.
- Monadelphanthus H.Karst. = Capirona Spruce
- Monosalpinx N.Hallé
- Montamans Dwyer = Notopleura (Hook.f.) Bremek.
- Morelia A.Rich ex DC.
- Morierina Vieill.
- Morinda L.
- Morindopsis Hook.f.
- Motleyia J.T.Johanss.
- Mouretia Pit.
- Multidentia Gilli
- Mungos Adans. = Ophiorrhiza L.
- Mussaenda L.
- Mussaendopsis Baill.
- Mycetia Reinw.
- Myonima Comm. ex A.Juss. = Ixora L.
- Myrioneuron R.Br. ex Hook.
- Myrmecodia Jack
- Myrmeconauclea Merr.
- Myrmedoma Becc. = Myrmephytum Becc.
- Myrmephytum Becc.
- Myrstiphylla Ridl. = Psychotria L.
- Myrstiphyllum P.Browne = Psychotria L.

## N
- Nacibea Aubl. = Manettia Mutis ex L.
- Naletonia Bremek. = Psychotria L.
- Narega Raf. = Catunaregam Wolf
- Nargedia Bedd.
- Natalanthe Sond. = Tricalysia A.Rich ex DC.
- Nauclea L.
- Neanotis W.H.Lewis
- Neblinathamnus Steyerm.
- Neleixa Raf. = Faramea Aubl.
- Nematostylis Hook.f.
- Nemostylis Steven = Phuopsis (Griseb.) Hook.f.
- Nenax Gaertn.
- Neobaumannia Hutch. & Dalziel = Knoxia L.
- Neobertiera Wernham
- Neoblakea Standl.
- Neobreonia Ridsdale = Breonia A.Rich ex DC.
- Neofranciella Guillaumin = Atractocarpus Schltr. & K.Krause
- Neogaillonia Lincz. = Plocama Aiton
- Neohymenopogon Bennet
- Neolamarckia Bosser
- Neolaugeria Nicolson = Stenostomum C.F.Gaertn.
- Neoleroya Cavaco = Pyrostria Comm. ex A.Juss.
- Neomartensia Borhidi & Lozada-Pérez = Martensianthus Borhidi & Lozada-Pérez
- Neomazaea Urb. = Mazaea Krug & Urb.
- Neomussaenda Tange
- Neonauclea Merr.
- Neopentanisia Verdc. = Pentanisia Harv.
- Neorosea N.Hallé = Tricalysia A.Rich ex DC.
- Neosabicea Wernham = Manettia Mutis ex L.
- Neoschimpera Hemsl. = Amaracarpus Blume
- Nernstia Urb.
- Nertera Banks ex Sol.
- Nescidia A.Rich. ex DC. = Coffea L.
- Nesohedyotis (Hook.f.) Bremek.
- Nettlera Ridl. = Carapichea Aubl.
- Neurocalyx Hook.
- Neurocarpaea R.Br. = Pentas Benth.
- Nichallea Bridson
- Nobula Adans. = Phyllis L.
- Nodocarpaea A.Gray
- Nonatelia Aubl. = Palicourea Aubl.
- Normandia Hook.f.
- Nostolachma T.Durand
- Nothophlebia Standl. = Pentagonia Benth.
- Notodontia Pierre ex Pit. = Lerchea L.
- Notopleura (Hook.f.) Bremek.

## O
- Obbea Hook.f. = Bobea Gaudich.
- Ochreinauclea Ridsdale & Bakh.f.
- Octavia DC. = Lasianthus Jack
- Octodon Thonn. = Spermacoce L.
- Octotropis Bedd.
- Ohigginsia Ruiz & Pav. = Hoffmannia Sw.
- Oldenlandia L.
- Oldenlandiopsis Terrell & W.H.Lewis
- Oligocodon Keay
- Olostyla DC. = Coelospermum Blume
- Omiltemia Standl.
- Opercularia Gaertn.
- Ophiorrhiza L.
- Ophryococcus Oerst. = Hoffmannia Sw.
- Oregandra Standl. = Chione DC.
- Oreopolus Schltdl.
- Oribasia Schreb. = Palicourea Aubl.
- Orthostemma Wall. ex Voigt = Pentas Benth.
- Osa Aiello
- Otiophora Zucc.
- Otocalyx Brandegee = Arachnothryx Planch.
- Otocephalus Chiov. = Pentanisia Harv.
- Otomeria Benth.
- Ottoschmidtia Urb.
- Ourouparia Aubl. = Uncaria Schreb.
- Oxyanthus DC.
- Oxyceros Lour.
- Oxyspermum Eckl. & Zeyh. = Galopina Thunb.
- Pachysanthus C.Presl = Rudgea Salisb.

## P
- Pachystigma Hochst. = Vangueria Juss.
- Pachystylus K.Schum.
- Paederia L.
- Paedicalyx Pierre ex Pit. = Xanthophytum Reinw. ex Blume
- Pagamea Aubl.
- Pagameopsis Steyerm.
- Paiva Vell. = Sabicea Aubl.
- Palicourea Aubl.
- Pallasia Klotzsch = Wittmackanthus Kuntze
- Pamplethantha Bremek. = Pauridiantha Hook.f.
- Panchezia Montrouz. = Ixora L.
- Panetos Raf. = Houstonia L.
- Paolia Chiov. = Coffea L.
- Pappostylum Pierre = Cremaspora Benth.
- Paracephaelis Baill.
- Parachimarrhis Ducke
- Paracoffea J.-F.Leroy = Coffea L.
- Paracorynanthe Capuron
- Paradina Pierre ex Pit. = Mitragyna Korth.
- Paragenipa Baill.
- Paragophyton K.Schum. = Spermacoce L.
- Paraknoxia Bremek.
- Parapentas Bremek.
- Paratriaina Bremek. = Triainolepis Hook.f.
- Paravinia Hassk. = Praravinia Korth.
- Patabea Aubl. = Ixora L.
- Patima Aubl.
- Patsjotti Adans. = Strumpfia Jacq.
- Pauridiantha Hook.f.
- Pausinystalia Pierre ex Beille
- Pavate Adans. = Pavetta L.
- Pavetta L.
- Payera Baill.
- Pecheya Scop. = Coussarea Aubl.
- Peckeya Raf. = Coussarea Aubl.
- Pelagodendron Seem. = Aidia Lour.
- Pelaphia Banks & Sol. ex A.Cunn. = Coprosma J.R.Forst. & G.Forst.
- Peltospermum Benth. = Sacosperma G.Taylor
- Pentacarpaea Hiern = Pentanisia Harv.
- Pentacarpus Post & Kuntze = Pentanisia Harv.
- Pentagonia Benth.
- Pentaloncha Hook.f.
- Pentanisia Harv.
- Pentanopsis Rendle
- Pentas Benth.
- Pentodon Hochst.
- Peponidium (Baill.) Arènes
- Perakanthus Robyns
- Perama Aubl.
- Peratanthe Urb. = Nertera Banks ex Sol.
- Perdicesca Prov. = Mitchella L.
- Peripeplus Pierre
- Pertusadina Ridsdale
- Petagomoa Bremek. = Psychotria L.
- Petesia P.Browne = Rondeletia L.
- Petitiocodon Robbr.
- Petunga DC. = Hypobathrum Blume
- Phallaria Schumach. & Thonn. = Psydrax Gaertn.
- Phellocalyx Bridson
- Phialanthus Griseb.
- Phialiphora Groeninckx
- Phitopis Hook.f.
- Phosanthus Raf. = Isertia Schreb.
- Phuopsis (Griseb.) Hook.f.
- Phylanthera Noronha = Hypobathrum Blume
- Phyllacanthus Hook.f.
- Phyllis L.
- Phyllocrater Wernham
- Phyllomelia Griseb.
- Phyllopentas (Verdc.) Kårehed & B.Bremer
- Phylohydrax Puff
- Phyteumoides Smeathman ex DC. = Virectaria Bremek.
- Picardaea Urb.
- Pimentelia Wedd.
- Pinarophyllon Brandegee
- Pinckneya Michx.
- Pinknea Pers. = Pinckneya Michx.
- Piringa Juss. = Gardenia J.Ellis
- Pitardella Tirveng.
- Pittierothamnus Steyerm. = Amphiasma Bremek.
- Pittoniotis Griseb.
- Placocarpa Hook.f.
- Placodium Hook.f. = Plocama Aiton
- Placopoda Balf.f. = Dirichletia Klotzsch
- Planaltina R.M.Salas & E.L.Cabral
- Plastolaena Pierre ex A.Chev. = Schumanniophyton Harms
- Platanocarpum Korth. = Nauclea L.
- Platanocephalus Vaill. ex Crantz = Nauclea L.
- Platycarpum Humb. & Bonpl.
- Platymerium Bartl. ex DC. = Hypobathrum Blume
- Plectronia L. = different genera
- Plectroniella Robyns
- Pleimeris Raf. = Gardenia J.Ellis
- Pleiocarpidia K.Schum.
- Pleiocoryne Rauschert
- Pleiocraterium Bremek.
- Pleotheca Wall. = Spiradiclis Blume
- Plethyrsis Raf. = Richardia L.
- Pleureia Raf. = Psychotria L.
- Pleurocarpus Klotzsch = Melanopsidium Colla
- Pleurocoffea Baill. = Coffea L.
- Plocama Aiton
- Plocaniophyllon Brandegee
- Poecilocalyx Bremek.
- Poederiopsis Rusby = Manettia Mutis ex L.
- Pogonanthus Montrouz. = Morinda L.
- Pogonolobus F.Muell.
- Pogonopus Klotzsch
- Poiretia J.F.Gmel. = Houstonia L.
- Polycoryne Keay = Pleiocoryne Rauschert
- Polycycliska Ridl. = Lerchea L.
- Polyozus Lour. = Psychotria L.
- Polyphragmon Desf. = Timonius Rumph. ex DC.
- Polysolen Rauschert = Leptomischus Drake
- Polysolenia Hook.f. = Leptomischus Drake
- Polysphaeria Hook.f.
- Polyura Hook.f.
- Pomangium Reinw. = Argostemma Wall.
- Pomatium C.F.Gaertn. = Bertiera Aubl.
- Pomax Sol. ex DC.
- Pomazota Ridl. = Coptophyllum Korth.
- Porocarpus Gaertn. = Timonius Rumph. ex DC.
- Porterandia Ridl.
- Portlandia P.Browne
- Posoqueria Aubl.
- Posoria Raf. = Posoqueria Aubl.
- Potima R.Hedw. = Faramea Aubl.
- Pouchetia A.Rich ex DC.
- Praravinia Korth.
- Pravinaria Bremek.
- Preussiodora Keay
- Princea Dubard & Dop = Triainolepis Hook.f.
- Prismatomeris Thwaites
- Pristidia Thwaites = Gaertnera Lam.
- Probletostemon K.Schum. = Tricalysia A.Rich ex DC.
- Proscephaleium Korth. = Chassalia Comm. ex Poir.
- Psathura Comm. ex A.Juss.
- Pseudaidia Tirveng.
- Pseudixora Miq. = Aidia Lour.
- Pseudochimarrhis Ducke = Chimarrhis Jacq.
- Pseudocinchona A.Chev. ex Perrot = Corynanthe Welw.
- Pseudodiplospora Dep
- Pseudogaillonia Linchevskii = Plocama Aiton
- Pseudogardenia Keay = Adenorandia Vermoesen
- Pseudohamelia Wernham
- Pseudomantalania J.-F.Leroy
- Pseudomiltemia Borhidi
- Pseudomussaenda Wernham
- Pseudonesohedyotis Tennant
- Pseudopeponidium Arènes = Pyrostria Comm. ex A.Juss.
- Pseudopyxis Miq.
- Pseudosabicea N.Hallé = Sabicea Aubl.
- Pseudrachicallis H.Karst. = Arcytophyllum Willd. ex Schult. & Schult.f.
- Psilanthopsis A.Chev. = Coffea L.
- Psilanthus Hook.f. = Coffea L.
- Psilobium Jack = Acranthera Arn. ex Meisn.
- Psilostoma Klotzsch ex Eckl. & Zeyh. = Canthium Lam.
- Psychotria L.
- Psychotrion St.-Lag. = Psychotria L.
- Psychotrophum P.Browne = Psychotria L.
- Psydrax Gaertn.
- Psyllocarpus Mart. & Zucc.
- Pteridocalyx Wernham
- Pterogaillonia Linchevskii = Plocama Aiton
- Pterostephus C.Presl. = Spermacoce L.
- Ptychodea Willd. ex Cham. & Schltdl. = Sipanea Aubl.
- Ptychostigma Hochst. = Galiniera Delile
- Pubeta L. = Duroia L.f.
- Pubistylus Thoth.
- Putoria Pers. = Plocama Aiton
- Pygmaeothamnus Robyns
- Pyragra Bremek.
- Pyrostria Comm. ex A.Juss.

## Q
- Quinquina Boehm. = Cinchona L.

## R
- Rachicallis DC.
- Ramosmania Tirveng. & Verdc.
- Pubeta L. = Duroia L.f.
- Randia L.
- Raritebe Wernham
- Ravnia Oerst. = Hillia Jacq.
- Razafimandimbisonia Kainul. & B.Bremer
- Readea Gillespie
- Relbunium (Endl.) Hook.f. = Galium L.
- Remijia DC.
- Renistipula Borhidi
- Rennellia Korth.
- Resinanthus (Borhidi) Borhidi = Stenostomum C.F.Gaertn.
- Restiaria Lour. = Uncaria Schreb.
- Retiniphyllum Humb. & Bonpl.
- Reussia Dennst. = Paederia L.
- Rhabdostigma Hook.f. = Kraussia Harv.
- Rhadinopus S.Moore
- Rhaphidura Bremek.
- Rhipidantha Bremek.
- Rhodopentas Kårehed & B.Bremer
- Rhodostoma Scheidw. = Palicourea Aubl.
- Rhombospora Korth. = Greenea Wight & Arn.
- Rhopalobrachium Schltr. & K.Krause = Cyclophyllum Hook.f.
- Rhyssocarpus Endl. = Melanopsidium Colla
- Richardia L.
- Richardsonia Kunth = Richardia L.
- Riodocea Delprete
- Riqueuria Ruiz & Pav.
- Robbrechtia De Block
- Robynsia Hutch.
- Rogiera Planch.
- Roigella Borhidi & M.Fernandez Zeq.
- Rojoc Adans. = Morinda L.
- Ronabea Aubl.
- Ronabia St.-Lag. = Psychotria L.
- Rondeletia L.
- Rosea Klotzsch = Tricalysia A.Rich ex DC.
- Rosenbergiodendron Fagerl.
- Rotheria Meyen = Cruckshanksia Hook. & Arn.
- Rothmannia Thunb.
- Rovaeanthus Borhidi
- Rubeola Hill = Sherardia L.
- Rubia L.
- Rubioides Sol. ex Gaertn. = Opercularia Gaertn.
- Rubovietnamia Triveng.
- Rudgea Salisb.
- Rustia Klotzsch
- Rutidea DC.
- Rytidotus Hook.f. = Bobea Gaudich.
- Rytigynia Blume

## S
- Sabicea Aubl.
- Sacconia Endl. = Chione DC.
- Sacosperma G.Taylor
- Sahlbergia Neck. = Gardenia J.Ellis
- Saldanha Vell. = Hillia Jacq.
- Saldinia A.Rich ex DC.
- Salzmannia DC.
- Samama Rumph. ex Kuntze = Breonia A.Rich ex DC.
- Santalina Baill. = Coptosperma Hook.f.
- Santia Wight & Arn. = Coptosperma Hook.f.
- Saprosma Blume
- Sarcocephalus Afzel. ex R.Br.
- Sarcopygme Setch. & Christoph.
- Sardinia Vell. = Guettarda L.
- Sarissus Gaertn. = Hydrophylax L.f.
- Scandentia E.L.Cabral & Bacigalupo = Denscantia E.L.Cabral
- Scepseothamnus Cham. = Alibertia A.Rich ex DC.
- Schachtia H.Karst. = Duroia L.f.
- Schenckia K.Schum. = Deppea Schltdl. & Cham.
- Schetti Adans. = Ixora L.
- Schiedea Bartl. = Machaonia Humb. & Bonpl.
- Schismatoclada Baker
- Schizangium Bartl. ex DC. = Mitracarpus Zucc. ex Schult. & Schult.f.
- Schizenterospermum Homolle ex Arènes
- Schizocalyx Wedd.
- Schizocolea Bremek.
- Schizomussaenda H.L.Li
- Schizospermum Boivin ex Baill. = Cremaspora Benth.
- Schizostigma Arn. ex Meisn.
- Schmidtottia Urb.
- Schoenleinia Klotzsch = Bathysa C.Presl
- Schradera Vahl
- Schreibersia Pohl = Augusta Pohl
- Schumanniophyton Harms
- Schwendenera K.Schum.
- Schwenkfelda Schreb. = Sabicea Aubl.
- Sclerococcus Bartl. = Hedyotis L.
- Scleromitrion (Wight & Arn.) Meisn. = Hedyotis L.
- Scolosanthus Vahl
- Scyphiphora C.F.Gaertn.
- Scyphochlamys Balf.f. = Pyrostria Comm. ex A.Juss.
- Scyphostachys Thwaites
- Seemannia Hook. = Pentagonia Benth.
- Semaphyllanthe L.Andersson = Calycophyllum DC.
- Sericanthe Robbr.
- Serissa Comm. ex A.Juss.
- Sestinia Boiss. & Hohen. = Wendlandia Bartl. ex DC.
- Shaferocharis Urb.
- Sherardia L.
- Sherbournia G.Don
- Sicelium P.Browne = Coccocypselum P.Browne
- Sickingia Willd. = Simira Aubl.
- Siderobombyx Bremek. = Xanthophytum Reinw. ex Blume
- Siderodendrum Schreb. = Ixora L.
- Sideroxyloides Jacq. = Ixora L.
- Siemensia Urb.
- Silamnus Raf. = Cephalanthus L.
- Simira Aubl.
- Sinoadina Ridsdale
- Sipanea Aubl.
- Sipaneopsis Steyerm.
- Sipania Seem. = Limnosipanea Hook.f.
- Siphomeris Bojer = Paederia L.
- Siphonandra Turcz. = Arachnothryx Planch.
- Siphonandrium K.Schum.
- Siphonia Benth. = Augusta Pohl
- Solena Lour. = Posoqueria Aubl.
- Solenandra Hook.f. = Exostema (Pers.) Rich. ex Humb. & Bonpl.
- Solenixora Baill. = Coffea L.
- Sommera Schltdl.
- Spallanzania DC. = Mussaenda L.
- Spathichlamys R.Parker
- Spermacoce L.
- Spermacoceodes Kuntze = Spermacoce L.
- Spermadictyon Roxb.
- Sphaerophora Blume = Morinda L.
- Sphinctanthus Benth.
- Spicillaria A.Rich. = Hypobathrum Blume
- Spiradiclis Blume
- Sprucea Benth. = Simira Aubl.
- Squamellaria Becc.
- Stachyarrhena Hook.f.
- Stachyococcus Standl.
- Staelia Cham. & Schltdl.
- Standleya Brade
- Stannia H.Karst. = Posoqueria Aubl.
- Staurospermum Thonn. = Mitracarpus Zucc. ex Schult. & Schult.f.
- Steenisia Bakh.f.
- Stelechantha Bremek.
- Stellix Noronha = Psychotria L.
- Stelmanis Raf. = Oldenlandia L.
- Stelmotis Raf. = Oldenlandia L.
- Stenaria (Raf.) Terrell
- Stenosepala C.Perss.
- Stenostomum C.F.Gaertn.
- Stenotis Terrell
- Stephanium Schreb. = Palicourea Aubl.
- Stephanococcus Bremek.
- Stephegyne Korth. = Mitragyna Korth.
- Steudelago Kuntze = Exostema (Pers.) Rich. ex Humb. & Bonpl.
- Stevensia Poit.
- Steyermarkia Standl.
- Stichianthus Valeton
- Stigmanthus Lour. = Morinda L.
- Stilpnophyllum Hook.f.
- Stipularia P.Beauv.
- Stomandra Standl. = Rustia Klotzsch
- Straussia A.Gray = Psychotria L.
- Streblosa Korth.
- Streblosiopsis Valeton
- Strempelia A.Rich. ex DC. = Rudgea Salisb.
- Striolaria Ducke = Pentagonia Benth.
- Strumpfia Jacq.
- Sturmia C.F.Gaertn. = Stenostomum C.F.Gaertn.
- Stylocoryna Cav. = Aidia Lour.
- Stylocoryne Wight & Arn. = Aidia Lour.
- Stylosiphonia Brandegee
- Suberanthus Borhidi & M.Fernandez Zeq.
- Sukunia A.C.Sm. = Atractocarpus Schltr. & K.Krause
- Sulcanux Ridl. = Psychotria L.
- Sulipa Blanco = Gardenia J.Ellis
- Sulitia Merr. = Atractocarpus Schltr. & K.Krause
- Sulzeria Roem. & Schult. = Faramea Aubl.
- Suteria DC. = Psychotria L.
- Sykesia Arn. = Gaertnera Lam.
- Symphyllarion Gagnep. = Hedyotis L.
- Synaptantha Hook.f.
- Synisoon Baill. = Retiniphyllum Humb. & Bonpl.
- Syringantha Standl.

## T
- Tamatavia Hook.f. = Chapelieria A.Rich ex DC.
- Tamilnadia Tirveng. & Sastre
- Tammsia H.Karst.
- Tamridaea Thulin & B.Bremer
- Tangaraca Adans. = Hamelia Jacq.
- Tapanhuacanga Vell. ex Vand. = unplaced name
- Tapinopentas Bremek. = Otomeria Benth.
- Tapiphyllum Robyns = Vangueria Juss.
- Tapogomea Aubl. = Psychotria L.
- Tardavel Adans. = Spermacoce L.
- Tarenna Gaertn.
- Tarennoidea Tirveng. & Sastre
- Tatea Seem. = Thiolliera Montrouz.
- Teinosolen Hook.f. = Arcytophyllum Willd. ex Schult. & Schult.f.
- Temnocalyx Robyns
- Temnopteryx Hook.f.
- Tennantia Verdc.
- Tepesia C.F.Gaertn. = Hamelia Jacq.
- Terebraria Sessé ex Kuntze = Stenostomum C.F.Gaertn.
- Tertrea DC. = Machaonia Humb. & Bonpl.
- Tessiera Miq.
- Tetralopha Hook.f. = Gynochthodes Blume
- Tetramerium C.F.Gaertn. = Faramea Aubl.
- Tetraplasia Rehder = Damnacanthus C.F.Gaertn.
- Tetrastigma K.Schum. = Schumanniophyton Harms
- Thamnoldenlandia Groeninckx
- Thecagonum Babu = Oldenlandia L.
- Thecorchus Bremek. = Oldenlandia L.
- Theligonum L.
- Theyodis A.Rich. = Oldenlandia L.
- Thieleodoxa Cham. = Alibertia A.Rich ex DC.
- Thiersia Baill. = Faramea Aubl.
- Thiolliera Montrouz.
- Thogsennia Aiello
- Thouarsiora Homolle ex Arènes = Ixora L.
- Thunbergia Montin = Gardenia J.Ellis
- Thyridocalyx Bremek. = Triainolepis Hook.f.
- Thysanospermum Champ. ex Benth. = Coptosapelta Korth.
- Timonius Rumph. ex DC.
- Tinadendron Achille
- Tobagoa Urb.
- Tocoyena Aubl.
- Tontanea Aubl. = Coccocypselum P.Browne
- Tortuella Urb.
- Tournefortiopsis Rusby = Guettarda L.
- Trailliaedoxa W.W.Sm. & Forrest
- Tresanthera H.Karst.
- Trevirania Heynh. = Psychotria L.
- Triainolepis Hook.f.
- Tribrachya Korth. = Rennellia Korth.
- Tricalysia A.Rich ex DC.
- Trichogalium Fourr. = Galium L.
- Trichostachys Hook.f.
- Triflorensia S.T.Reynolds
- Trigonopyren Bremek.
- Triodon DC. = Diodia L.
- Trisciadia Hook.f.
- Trukia Kaneh. = Atractocarpus Schltr. & K.Krause
- Tsiangia But, H.H.Hsue & P.T.Li = Ixora L.

## U
- Ucriana Willd. = Tocoyena Aubl.
- Uncaria Schreb.
- Uncariopsis H.Karst. = Schradera Vahl
- Uragoga Baill. = Psychotria L.
- Urceolaria Willd. ex Cothen. = Schradera Vahl
- Urophyllum Jack ex Wall.
- Uruparia Raf. = Uncaria Schreb.

## V
- Vaillantia Hoffm. = Valantia L.
- Valantia L.
- Vanessa Raf. = Manettia Mutis ex L.
- Vangueria Juss.
- Vangueriella Verdc.
- Vangueriopsis Robyns
- Varneria L. = Gardenia J.Ellis
- Vavanga Rohr = Vangueria Juss.
- Versteegia Valeton = Ixora L.
- Verulamia DC. ex Poir. = Pavetta L.
- Vidalasia Tirveng.
- Vignaldia A.Rich. = Pentas Benth.
- Villaria Rolfe
- Virecta Afzel. ex SM. = Virectaria Bremek.
- Virecta L.f. = Sipanea Aubl.
- Virectaria Bremek.
- Viscoides Jacq. = Notopleura (Hook.f.) Bremek.
- Vissadali Adans. = Knoxia L.
- Viviania Colla = Melanopsidium Colla
- Viviania Raf. = Guettarda L.
- Voigtia Klotzsch = Bathysa C.Presl

## W
- Wahlenbergia Blume = Tarenna Gaertn.
- Wallichia Reinw. ex Blume = Urophyllum Jack ex Wall.
- Warburgina Eig. = Callipeltis Steven
- Warneria J.Ellis = Gardenia J.Ellis
- Warszewiczia Klotzsch
- Watsonamra Kuntze = Pentagonia Benth.
- Webera Schreb. = Tarenna Gaertn.
- Wendlandia Bartl. ex DC.
- Wernhamia S.Moore = Simira Aubl.
- Wiegmannia Meyen = Kadua Cham. & Schltdl.
- Willdenovia J.F.Gmel. = Posoqueria Aubl.
- Williamsia Merr. = Praravinia Korth.
- Wittmackanthus Kuntze

## X
- Xanthophytopsis Pit. = Xanthophytum Reinw. ex Blume
- Xanthophytum Reinw. ex Blume
- Xantonnea Pierre ex Pit.
- Xantonneopsis Pit.
- Xerococcus Oerst. = Hoffmannia Sw.
- Xeromphis Raf. = Catunaregam Wolf

## Y
- Yangapa Raf. = Gardenia J.Ellis
- Yutajea Steyerm. = Isertia Schreb.

## Z
- Zaluzania Raf. = Bertiera Aubl.
- Zamaria Raf. = Rondeletia L.
- Zeuxanthe Ridl. = Prismatomeris Thwaites
- Zuccarinia Blume
- Zwaardekronia Korth. = Chassalia Comm. ex Poir.
- Zygoon Hiern = Coptosperma Hook.f.